# 9 (tal)
9 (ni) er:
- Det naturlige tal efter 8, derefter følger 10
- Et heltal
- Et ulige tal
- Et heldigt tal
- Et kvadrattal (3×3)
- Et defektivt tal

Det danske ord "ni" deler etymologi med de andre indoeuropæiske sprogs ord for det samme, og viser stor lighed med ordet "ny"; især i fransk, hvor neuf betyder både "ni" og "ny".  Oprindelsen til "ny" er den indoeuropæiske rod *newo,  med slående lighed til *newn, der anses som roden til "ni".  Ligheden kan skyldes, at man i oldtiden regnede i firere, med "otte" som dualisform (4 x 2, med 4 som håndens fingre minus tommelfingeren), hvorefter kom "det nye tal", altså "ni". 
Når tallet skal videregives som enkeltciffer i radiokommunikation, f.eks. i maritim sammenhæng, eller i andre situationer, hvor støj kan give anledning til fejlhøringer, udtales ni ofte najner, formentlig som afledning af det engelske ord for ni, nine (udtales "najn").

## I matematikken
- Ni-prøven
- 9 går op i et tal hvis 9 går op i tallets tværsum. F.eks går 9 op i 3456, da tværsummen (3+4+5+6) er 18. Ligeledes går 9 op i 4356, 4536, 4563 og så videre.
- En novegon er et polygon med 9 sider.
- En milliard har 9 nuller.
- Kaprekars konstant er 6174, har tværsum 9.
- Produktet af de første 9 fibonacci-tal 1*1*2*3*5*8*13*21*34 = 2227680 med tværsum 9.
- Kvadratet af det første ulige primtal er 9.
- 12345679 × 9 = 111111111
- 12345679 × 18 = 222222222
- 12345679 × 81 = 999999999
- 2 × 9 = 18 (1 + 8 = 9)
- 3 × 9 = 27 (2 + 7 = 9)
- 9 × 9 = 81 (8 + 1 = 9)

## Kemi
- Grundstoffet fluor har atomnummer 9.

## Astronomi
- Månerne rundt om en given planet, ud over Jordens egen måne, er traditionelt blevet tildelt romertal: På den måde har Jupitermånen Sinope, Saturnmånen Phoebe, Uranus-månen Cressida og Neptun-månen Halimedes alle fået romertallet IX.

## Andet
Der er
- 9 mødre til Heimdal i nordisk mytologi.
- 9 guder grupperet i enneaden i egyptisk mytologi.
- 9 muser i græsk mytologi.
- 9 i en nonet.
- 9 verdener i nordisk mytologi.
- 9 måneder i en graviditet.
- I det klassiske sudoku puzzlespil er der 9 rækker, 9 kolonner og 9 blokke. Alle felterne i spillet skal udfyldes med et af de 9 cifre fra 1 til 9.
- Der er 9 vokaler i det danske alfabet.
- I kryds og bolle-spillet er der 9 felter i alt.
- I brætspillet mølle har hver spiller 9 brikker.
- Det siges om katten, at den har 9 liv.
- 9 er det største tal blandt listen af enere.
- I 13-skalaen gives karakteren 9: For den gode præstation, der ligger lidt over middel.
- I stelnumre er 9 VIN-kode for modelår 2009.
- Christian 9. – dansk konge.
- Frederik 9. – dansk konge.

## Musik
- 9 (album) – et album med heavy metal-bandet Mercyful Fate